# 彼得·帕萊特
彼得·帕萊特（英語：Peter Pawlett；1991年2月3日—）是一位蘇格蘭足球運動員。在場上的位置是中場。他現在效力於蘇格蘭足球超級聯賽球隊阿伯丁足球俱樂部。他也代表蘇格蘭國家足球隊參賽。

## 外部連結
- 足球数据库：彼得·帕萊特的球员统计数据